# Spinogramma ruficollis
Spinogramma ruficollis là một loài bọ cánh cứng trong họ Cerambycidae.